# Torczyn (gmina)
Torczyn – dawna gmina wiejska istniejąca do 1939 roku w woj. wołyńskim (obecnie na Ukrainie). Siedzibą gminy był Torczyn.
W okresie międzywojennym gmina Torczyn należała do powiatu łuckiego w woj. wołyńskim. Według stanu z dnia 4 stycznia 1936 roku gmina składała się z 35 gromad.
8 marca 1939 roku Minister Spraw Wewnętrznych dla upamiętnienia zasług płk. Leopolda Lis-Kuli nadał kolonii powstałej na gruntach wydzielonych z leśnictwa państwowego Smoligów, w gminie Torczyn, nazwę „Kolonia Lisa-Kuli”.
Po wojnie obszar gminy Torczyn wszedł w struktury administracyjne Związku Radzieckiego.